# Elimaea yaeyamensis
Elimaea yaeyamensis är en insektsart som beskrevs av Ichikawa 2004. Elimaea yaeyamensis ingår i släktet Elimaea och familjen vårtbitare. Inga underarter finns listade i Catalogue of Life.